# Paula Jiménez García
Paula Jimenez Garcia (Medellín, 5 de septiembre de 1993) es una modelo y reina de belleza colombiana, profesional en Derecho de la Corporación Universitaria Lasallista y especialista en Derecho Público de la Universidad EAFIT. Como representante del Departamento del Antioquia, compitió en la 67.ª edición del Concurso Nacional de Belleza de Colombia, donde se alzó con el título de Primera Princesa Nacional de la belleza en el concurso de Señorita Colombia 2020.

## Biografía

### Primeros años y estudios
Paula Jiménez García nació en la ciudad de Medellín, capital del departamento de Antioquia. Es hija de José Ricardo Jiménez Villegas y María Eugenia García Aguirre, nació el 5 de septiembre de 1993.
Estudio en el Colegio La Salle de Envigado, luego ingresó a la Corporación Universitaria Lasallista para cursar estudios de Derecho y posteriormente realizó una especialización en Derecho Público en la Universidad EAFIT.

### Carrera
Paula Jiménez García se desempeña como funcionaria publica de la Gobernación de Antioquia y es modelo profesional.
Inició su carrera en el Concurso Nacional de belleza a mediados de 2019, tras ser elegida Señorita Antioquia, título que le brindó la oportunidad de participar en el Concurso Nacional de Belleza, en representación de su Departamento. La competencia dio inicio en noviembre del mismo año en la ciudad de Cartagena de Indias.
El 11 de noviembre fue llevada a cabo la noche de elección y coronación, donde la joven Antioqueña ingresó entre las diez primeras finalistas y luego en el top cinco. Finalmente, recibió la corona de Primera Princesa Nacional de la belleza.
Entre sus compromisos como primera princesa de los colombianos, se encontraba su participación en el certamen Miss Supranational. Sin embargo fue designada para representar a Colombia en Nuestra Latinoamericana Universal 2021. El evento se realizará en el mes de octubre en Miami, Estados Unidos y contará con la participación de las representantes de cada uno de los 21 países que conforman Latinoamérica, el certamen es dirigido por Lupita Jones, Miss Universo 1991 y el Zar de la Belleza, Osmel Sousa, abrirá espacios donde el protagonista principal será la cultura latinoamericana. Cada país tendrá́ la oportunidad de dar a conocer al máximo su verdadera identidad cultural.